# Sci di fondo ai I Giochi olimpici invernali
Nello sci di fondo ai I Giochi olimpici invernali di Chamonix del 1924 furono disputate due sole gare, entrambe maschili: la 50 km (il 30 gennaio) e la 18 km (il 2 febbraio). Le medaglie assegnate furono ritenute valide anche ai fini dei Campionati mondiali di sci nordico 1924.

## Risultati

### 18 km
La gara di sci di fondo sulla distanza di 18 km si disputò il 2 febbraio 1924 a partire dalle 9:30 e presero il via 41 atleti di 13 diverse nazionalità. La pista, assai ghiacciata, copriva un dislivello di 170 m (da 1.000 a 1.170 m s.l.m.) e costituiva un anello con partenza e arrivo nello Stadio olimpico di Chamonix.
| Posizione | Atleta               | Nazione   | Tempo     |
| --------- | -------------------- | --------- | --------- |
| 1         | Thorleif Haug        | Norvegia  | 1:14:31,4 |
| 2         | Johan Grøttumsbråten | Norvegia  | 1:15:51,0 |
| 3         | Tapani Niku          | Finlandia | 1:16:26,0 |
| 4         | Jon Mårdalen         | Norvegia  | 1:16:56,8 |
| 5         | Einar Landvik        | Norvegia  | 1:17:27,4 |
| 6         | Per-Erik Hedlund     | Svezia    | 1:17:42,0 |
| 7         | Matti Raivio         | Finlandia | 1:19:10,4 |
| 8         | Elis Sandin          | Svezia    | 1:19:24,0 |
| 9         | Torkel Persson       | Svezia    | 1:19:29,8 |
| 10        | Erik Winnberg        | Svezia    | 1:20:29,4 |

### 50 km
La gara di sci di fondo sulla distanza di 50 km ("gran fondo") si disputò il 30 gennaio 1924 a partire dalle 8:37 e presero il via 33 atleti di 13 diverse nazionalità. La pista era in condizioni proibitive, assai ghiacciata e spazzata da venti gelidi, e tecnicamente molto impegnativa, con un dislivello di 820 m (da 1.000 a 1.819 m s.l.m.): infatti oltre un terzo dei partecipanti abbandonò prima del traguardo.
| Posizione | Atleta               | Nazione   | Tempo     |
| --------- | -------------------- | --------- | --------- |
| 1         | Thorleif Haug        | Norvegia  | 3:44:32,0 |
| 2         | Thoralf Strømstad    | Norvegia  | 3:46:23,0 |
| 3         | Johan Grøttumsbråten | Norvegia  | 3:47:46,0 |
| 4         | Jon Mårdalen         | Norvegia  | 3:49:48,0 |
| 5         | Torkel Persson       | Svezia    | 4:05:59,0 |
| 6         | Ernst Alm            | Svezia    | 4:06:31,0 |
| 7         | Matti Raivio         | Finlandia | 4:06:50,0 |
| 8         | Oskar Lindberg       | Svezia    | 4:07:44,0 |
| 9         | Enrico Colli         | Italia    | 4:10:50,0 |
| 10        | Giuseppe Ghedina     | Italia    | 4:27:48,0 |

## Medagliere
| Posizione | Paese     |   |   |   | Totale |
| --------- | --------- | - | - | - | ------ |
| 1         | Norvegia  | 2 | 2 | 1 | 5      |
| 2         | Finlandia | 0 | 0 | 1 | 1      |
| Totale    | Totale    | 2 | 2 | 2 | 6      |